# Pace (album Maurizio Piccoli)
Pace è il primo album del cantautore italiano Maurizio Piccoli, pubblicato dall'etichetta discografica Ricordi nel 1974.
I brani sono interamente composti dall'interprete, mentre l'orchestra è diretta da Gianfranco Lombardi.
Dal disco viene tratto il singolo Pace/Metamauco.

## Tracce

### Lato A
1. Metamauco
2. Uomo
3. Il delirio, la morte, il divino
4. Signore
5. Mille sere

### Lato B
1. Per te
2. Inverno
3. Atmosfere
4. Pianeti
5. Pace